# Anastásia Nikolaevna da Rússia
Anastásia Nikolaevna da Rússia (em russo Анастасия Николаевна Романова; São Petersburgo, 18 de junho de 1901 – Ecaterimburgo, 17 de julho de 1918) foi a quarta filha do czar Nicolau II da Rússia e da czarina Alexandra Feodorovna que, aos 17 anos, foi executada por soldados bolcheviques junto com outros membros da família imperial russa.
Era irmã mais nova das grã-duquesas Olga, Tatiana e Maria, e irmã mais velha de Alexei, Czarevich da Rússia, o mais novo. Morreu executada por soldados bolcheviques aos 17 anos, junto com os demais membros da família imperial russa.
Desde a sua morte, circularam rumores persistentes sobre a sua possível sobrevivência, alimentados pelo facto de a localização da sua sepultura ter permanecido desconhecida durante as décadas do governo comunista. A vala comum que escondia os restos mortais do czar, da sua esposa e de três filhas foi descoberta perto de Ecaterimburgo em 1991, mas os corpos de Alexei Nikolaevich e de uma das irmãs, não se sabia se Maria ou Anastásia, não se encontravam no mesmo local.
Contudo, a teoria da sua possível sobrevivência foi completamente desacreditada. Em janeiro de 2008, cientistas russos anunciaram que tinham desenterrado os restos mortais de um rapaz jovem e de uma mulher perto de Ecaterimburgo em agosto de 2007 e que, muito provavelmente, estes pertenciam ao czarevich de treze anos e a uma das quatro grã-duquesas Romanov. Cientistas forenses russos confirmaram esta possibilidade a 30 de abril de 2008. Em março de 2009, foram publicados os resultados finais dos testes de ADN pelo Dr. Michael Coble, do Laboratório de Identificação ADN das Forças Armadas dos Estados Unidos da América. Estes testes provaram de forma conclusiva que os restos mortais de todas as grã-duquesas tinham sido encontrados e, por isso, nenhuma tinha sobrevivido.
Várias mulheres reivindicaram falsamente tratar-se de Anastásia, sendo a mais conhecida Anna Anderson. O corpo de Anderson foi cremado aquando da sua morte em 1984, mas, dez anos depois, foi possível realizar testes de ADN em pedaços de tecido e cabelo que mostraram que ela não possuía qualquer parentesco com a família imperial.

## Biografia

### Infância

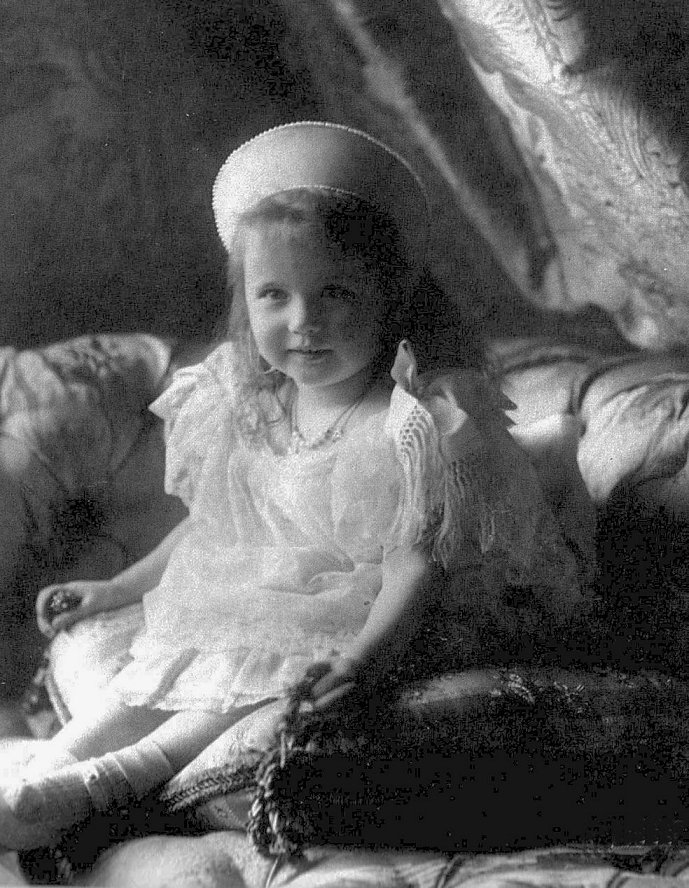
A grã-duquesa Anastásia Nikolaevna em 1904

Quando Anastásia nasceu, os seus pais e família ficaram desapontados por terem tido uma quarta menina e não o desejado herdeiro. O czar Nicolau II deu um longo passeio para se recompor antes de visitar a czarina Alexandra e ver a bebé pela primeira vez. O seu nome tem vários significados, entre eles "aquela que se liberta das correntes" ou "ela reerguer-se-á". A grã-duquesa mais nova recebeu este nome porque, para celebrar o seu nascimento, o seu pai libertou um grupo de estudantes presos no inverno anterior. Outro significado do seu nome é "da ressurreição", uma coincidência que foi referida muitas vezes quando, mais tarde, muitos discutiram a sua possível sobrevivência.
No dia do seu nascimento, Nicolau II escreveu no seu diário: "Exactamente às seis da manhã, uma pequena filha - Anastásia - nasceu. Foi tudo muito rápido e, graças a Deus, sem complicações! Por tudo ter começado e acabado enquanto todos ainda dormiam, ambos temos um sentimento de calma e solidão", Era chamada pela versão francesa de seu nome, "Anastasie" ou pelas suas alcunhas Russas "Nastya", "Nastas" ou "Nastenka". Outras alcunhas de família eram "Malenkaya" que significa pequena ou ""Shvibzik" o equivalente russo a diabinho.
Fazendo justiça às suas alcunhas, Anastásia cresceu como uma criança vivaz e energética, descrita como baixa e com tendência para o excesso de peso, com olhos azuis e cabelo louro-arruivado. Margaretta Eagar, a governanta das quatro grã-duquesas, disse que uma pessoa tinha comentado que Anastásia tinha a melhor personalidade e encanto que alguma vez tinha visto.
Teimosa, travessa e impertinente, Anastásia era uma admirável mímica. Com muita comicidade e de forma cortante, a menina imitava exactamente a fala e o jeito das pessoas ao seu redor. Diz-se também que ela era astuta e observadora, e tinha um apurado sentido de humor. Ao contrário das irmãs, não sabia o significado da palavra timidez. Descrita simultaneamente como inteligente e dotada, Anastásia, apesar de tudo, nunca se interessou muito pelas restrições da sala de aula, pelo menos segundo os relatos dos seus professores Pierre Gilliard e Sydney Gobbes. Gibbes, Gilliard e as damas-de-companhia Lili Dehn e Anna Vyrubova, descreveram Anastásia como uma actriz vivaz, mal-comportada e talentosa. Os seus comentários aguçados e sagazes atingiam, por vezes, pontos sensíveis.
Por vezes, Anastásia excedia os limites do comportamento aceitável. Gleb Botkin disse que ela bateu o recorde de castigos na família, e era um verdadeiro génio a pregar partidas. Uma vez, durante uma guerra de bolas de neve na Polónia, Anastásia escondeu uma pedra dentro de uma bola de neve e atirou-a à sua irmã mais velha, Tatiana, atingindo-a no rosto e fazendo com que caísse ao chão. Finalmente, lágrimas brotaram de seus olhos. Após esse incidente, Anastásia ficou aflita e horrorizada por muitos dias, e isso a curou das propensões de praticar outras brincadeiras. Uma prima distante, a princesa Nina Georgievna, recordou que "a Anastásia era desagradável, ao ponto de ser má," e que fazia batota, dava pontapés e arranhava os seus adversários durante jogos. Também se sentia ofendida por Nina, que era da mesma idade, ser mais alta do que ela. Também se preocupava menos com a sua aparência do que as irmãs. Hallie Erminie Rives, uma escritora americana de sucesso e esposa de um diplomata americano, descreveu como Anastásia, na altura com dez anos de idade, comia chocolates sem a preocupação de tirar as suas luvas longas e brancas na casa de ópera de São Petersburgo.
Era também uma "maria-rapaz" que raramente chorava. A sua tia Olga Alexandrovna recordou que, certa vez ela estava a importuná-la tão excessivamente, que lhe deu uma bofetada. O rosto da menina ficou vermelho claro, mas ela saiu correndo silenciosamente do quarto. Quando o canhão de salva do iate Imperial disparava, Anastásia fugia para um canto, metia os dedos nos ouvidos, arregalava os olhos, e pendia a língua numa expressão trocista de terror.
Pierre Gilliard, o seu tutor de francês, escreveu sobre ela: " A Anastásia era muito travessa e engraçada. Tinha um sentido de humor apurado e os seus comentários sarcásticos atingiam quase sempre assuntos sensíveis. Era uma criança terrível, embora os seus defeitos tendessem a ser corrigidos com a idade. Era extremamente preguiçosa, mas era uma preguiça de criança dotada. O seu sotaque francês era excelente, e ela representava cenas de comédia com um talento notável. Era tão vivaz, e sua alegria tão contagiante, que vários membros da suíte adquiriram o hábito de chamá-la "raio de Sol", a alcunha dada à sua mãe pela corte inglesa.'

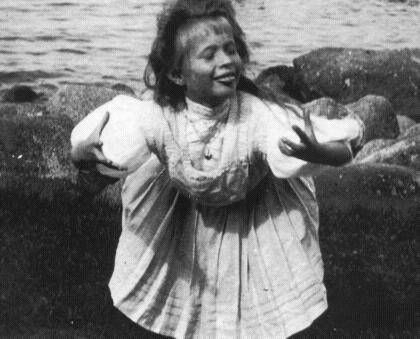
Anastásia na Finlândia, cerca de 1908

Anastásia e a sua irmã mais velha, Maria, eram conhecidas na família como "O Par Pequeno", partilhavam o mesmo quarto, usavam variações do mesmo vestido e passavam a maior parte do tempo juntas. As suas irmãs mais velhas, Olga e Tatiana, também partilhavam um quarto e eram conhecidas como "O Par Grande". As quatro irmãs assinavam as suas cartas usando a alcunha: OTMA. Anastásia também era muito chegada ao irmão hemofílico, o czarevich Alexei ou Bebé. Diz-se que um adivinhava o que o outro estava a pensar sem precisarem de dizer uma palavra, e era ela quem conseguia diverti-lo quando ele sofria ataques de hemofilia.

Desde pequena, Anastásia recorria à influência que tinha sobre Maria, que tinha uma personalidade mais maleável. O quarto das duas irmãs em Czarkoe Selo ficava em cima da sala de recepção da imperatriz. Maria e Anastásia esperavam, escutando silenciosamente, até que a imperatriz levasse um convidado para dentro, e, então, as pessoas em baixo ouviam seu fonográfo o mais alto que a música podia tocar. Pulavam nas suas camas de armar e sobre o chão, dançando e gritando, e fazendo o maior barulho possível.
Apesar da sua energia, Anastásia tinha vários problemas de saúde. A grã-duquesa tinha joanetes, uma condição dolorosa que afectavam ambos os seus dedos dos pés maiores. Tinha também um músculo fraco nas costas, por isso tinha de receber massagens duas vezes por semana. Para fugir destas massagens, Anastásia escondia-se debaixo da cama ou dentro de um armário. Segundo a sua tia Olga Alexandrovna, a sua irmã mais velha, Maria, terá tido uma hemorragia grave durante uma operação a que foi submetida em dezembro de 1914 para tirar as amígdalas. O médico que realizou a cirurgia ficou tão nervoso que teve de receber ordens para prosseguir por parte da imperatriz. Olga Alexandrovna disse que acreditava que todas as suas sobrinhas sangravam mais do que o normal e que eram portadoras do gene da hemofilia, como a mãe. As portadores do gene, embora não sofram da doença, podem mostrar sintomas de hemofilia, entre eles uma capacidade menor de coagular o sangue, o que pode levar a maiores sangramentos. Em 2009, os testes de ADN realizados aos restos mortais da família imperial provaram, de forma conclusiva, que Alexei sofria de hemofilia B, uma vertente mais rara da doença. A sua mãe e uma das suas irmãs, identificada pelos russos como sendo Anastásia e pelos americanos como sendo Maria, era portadora do gene. Anastásia poderia ter passado a doença a um dos filhos, caso os tivesse tido.

### Personalidade

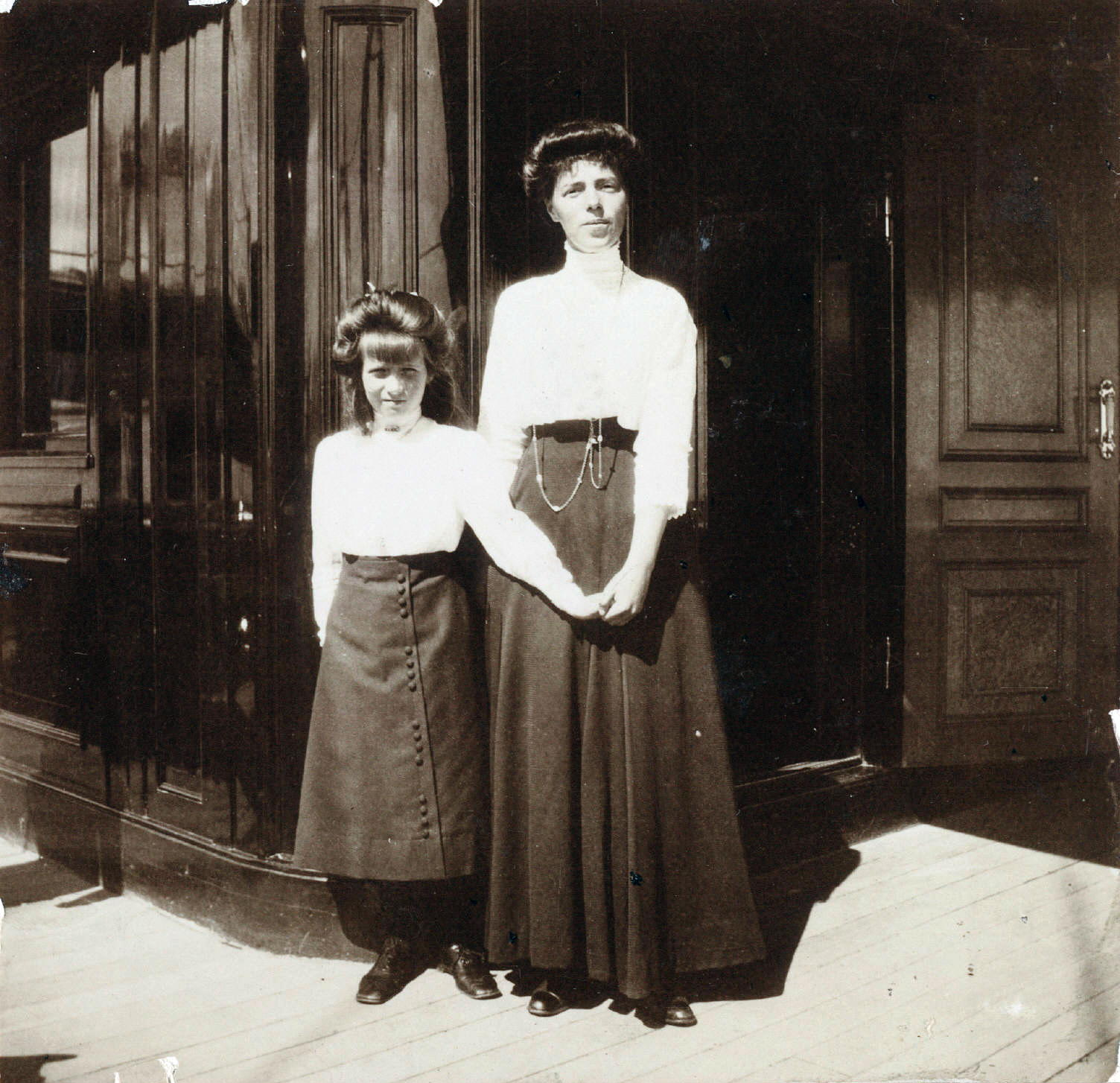
Anastásia com a sua tia, Olga Alexandrovna

Anastásia tinha uma personalidade diferente das de suas femininas e bem-comportadas irmãs. Às vezes fazia rasteiras aos empregados e pregava peças aos seus tutores. Quando criança, subia às árvores e recusava-se a descer. O único que conseguia convencê-la a fazê-lo era o seu pai, Nicolau. Anna Vyrubova referiu-se a Anastásia como "perspicaz e esperta, uma macaca para brincadeiras". Gleb Botkin recordou a simplicidade que Anastásia demonstrou certa ocasião, em que o seu pai tinha dito à grã-duquesa que ela era feita de ouro, ao que a jovem respondeu: "De forma alguma, sou feita do mais ordinário cabedal",
Mas à medida que foi crescendo, o comportamento travesso de Anastásia foi diminuindo, como observou Pierre Gilliard: "Uma ingenuidade e simplicidade totais eram as maiores características de Anastásia Nikolaevna. Quando era pequena, era muito travessa, encontrava imediatamente as características cómicas das pessoas, e em seguida imitava-os muito habilmente, e isso era uma diversão irresistível. Mas, quando cresceu, esse hábito irreverente tornou-se menos comum".
A baronesa Shopie Buxhoeveden escreveu que Anastásia se "teria tornado na mais bonita das irmãs se tivesse vivido mais tempo. As suas feições eram regulares e bem delineadas. Tinha um cabelo bonito, olhos bonitos e vivos como se tivessem sempre um sorriso brincalhão escondido nas suas profundidades, e sobrancelhas negras que quase se juntavam. Tudo isto combinado, tornava a grã-duquesa mais nova diferente de todas as irmãs. Tinha um aspecto próprio e parecia-se mais com a família da mãe do que com a do pai. Era muito baixa, mesmo aos dezassete anos, e era, na altura, um pouco gorda, mas era gordura da adolescência. Ela teria-a perdido como a sua irmã Maria.
Gostava de passar o seu tempo livre a ouvir música no seu gira-discos, a escrever cartas, a ver filmes, a tirar fotografias (um passatempo de família), brincar às escondias com Alexei e estendida ao sol sem fazer nada. O seu perfume era o Violette de Coty.
A tia de Anastásia, a grã-duquesa Olga Alexandrovna recordou que levava as sobrinhas aos sábados até São Petersburgo, até ao palácio da avó, onde havia festas especialmente feitas para elas, com danças e pessoas jovens para conhecerem. A grã-duquesa recordou que nestas festas, Anastásia era a que mais aproveitava. Lançava-se fervorosamente às danças, música e jogos. Anos depois, Olga escreveu que ainda conseguia ouvir seu riso, a ecoar pela sala.

### A associação com Rasputine

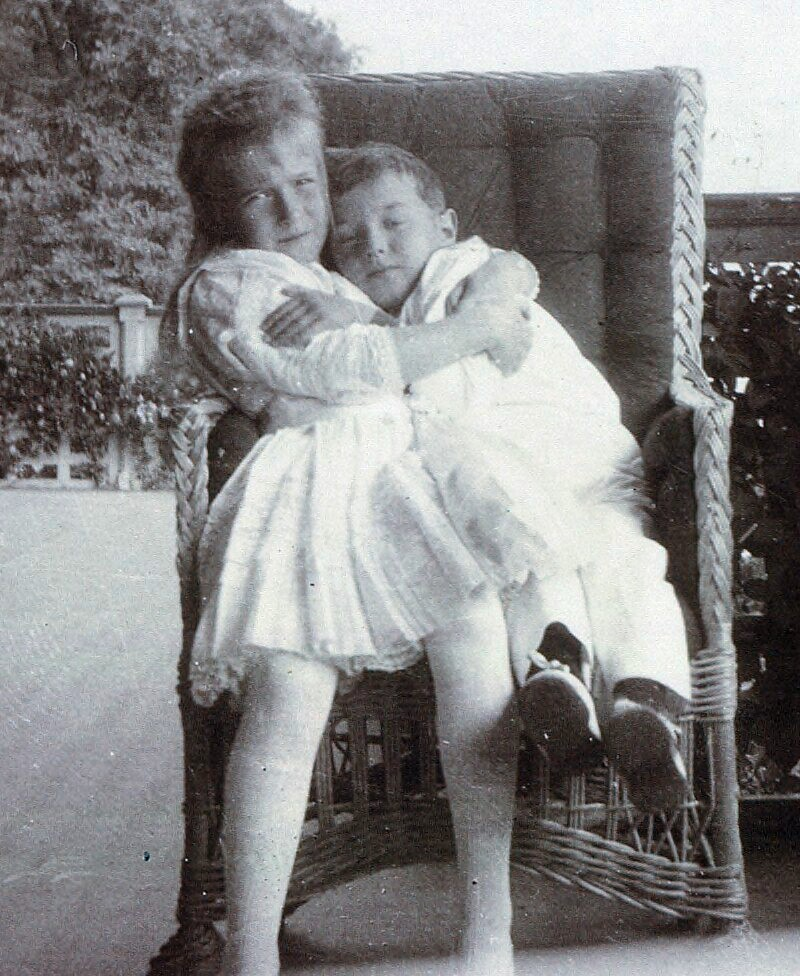
Anastásia com o irmão Alexei

A mãe de Anastásia dependia dos conselhos de Gregório Rasputine, um camponês russo e staretz peregrino ou "homem santo", e acreditava que tinha sido através da influência dele que o seu filho Alexei se tinha salvado de alguns dos seus mais preocupantes ataques de hemofilia. Anastásia e as suas irmãs aprenderam a chamar Rasputine de "o nosso amigo" e a partilhar os seus segredos com ele. No outono de 1907, a tia de Anastásia, Olga, foi levada até ao berçário pelo czar para conhecer Rasputine. Quando entrou no quarto, viu as suas sobrinhas e sobrinho vestidos com as suas camisas de dormir.
"As crianças pareciam todas gostar dele," recordou Olga Alexandrovna. "Estavam completamente à vontade com ele". A amizade de Rasputine com os filhos do imperador era evidente em algumas mensagens que o camponês lhes enviou. Em fevereiro de 1909, Rasputine enviou-lhes um telegrama, onde os aconselhava a "amar toda a natureza de Deus, toda a Sua criação e, principalmente, esta terra. A Mãe de Deus estava sempre ocupada com flores e bordados".
Contudo, uma das governantas das meninas, Sofia Ivanovna Tyutcheva ficou horrorizada quando, em 1910, Rasputine teve autorização para visitar o berçário quando as quatro filhas do czar estavam de camisa-de-dormir e quis expulsá-lo. Nicolau pediu a Rasputine que evitasse visitas ao berçário no futuro. As crianças estavam cientes da tensão que existia entre Rasputine e o resto dos criados e temiam que a sua mãe ficasse enfurecida com a atitude de Tyutcheva. "Tenho tanto medo que a S.I. [Sofia Ivanovna] diga (…) alguma coisa má sobre o nosso amigo," escreveu a irmã de Anastásia, Tatiana, de doze anos, à mãe a 8 de março de 1910. "Espero que a nossa ama seja simpática com o nosso amigo agora", Eventualmente, Alexandra acabou por despedir Tyutcheva.
Tyutcheva contou a sua história a outros membros da família. Embora as visitas de Rasputine às crianças fossem de uma natureza completamente inocente, pelo menos segundo os relatos que existem, a família ficou escandalizada. Tyutcheva contou à irmã de Nicolau, a grã-duquesa Xenia Alexandrovna, que Rasputine visitava as meninas, falava com elas enquanto elas se preparavam para ir para a cama, abraçava-as e fazia-lhes festas. Disse também que as crianças tinham aprendido a não falar de Rasputine com ela e tinham o cuidado de esconder as visitas que ele lhes fazia do resto dos criados. Xenia escreveu, a 15 de março de 1910, que não conseguia compreender "a atitude da Alix e das crianças com aquele sinistro Gregório, que acham quase um santo, quando, na realidade, não passa de um khlyst ([pagão])!"
Contudo, os rumores persistiram e a sociedade começou a sussurrar que Rasputine não tinha seduzido apenas a imperatriz, mas também as suas quatro filhas. Estes rumores foram alimentados quando Rasputine revelou cartas ardentes, mas aparentemente inocentes, que lhe tinham sido escritas pela imperatriz e pelas filhas e começaram a ser espalhadas pela sociedade. "Meu querido, precioso e único amigo," escreveu Anastásia. "Gostava muito de te ver novamente. Apareceste hoje no meu sonho. Estou sempre a perguntar à mamã quando vais aparecer. Penso sempre em ti, meu querido, por seres tão bom comigo (…)".
A este escândalo, seguiu-se a circulação de caricaturas pornográficas onde se mostrava Rasputine a ter relações com a imperatriz, as suas quatro filhas e Anna Vyrubova. Depois destes acontecimentos, Nicolau forçou Rasputine a deixar São Petersburgo durante algum tempo, algo que desagradou a Alexandra, e o camponês realizou uma peregrinação à Palestina. Apesar dos rumores, a associação da família imperial com Rasputine continuou até ao assassinato dele a 17 de dezembro de 1916. "O Nosso Amigo está tão satisfeito com as nossas meninas, diz que passaram por "caminhos" pesados para a idade e que as almas delas desenvolveram-se muito," escreveu Alexandra a Nicolau a 6 de dezembro de 1916.
Nas suas memórias, A.A. Mordvinov disse que as grã-duquesas pareciam "frias e visivelmente muito desconcertadas" com a morte de Rasputine e sentaram-se "todas muito juntas" no sofá de um dos seus quartos, na noite em que souberam da notícia. Mordvinov recordou que as jovens estavam uma disposição sombria e que pareciam sentir agitação política que estava prestes a rebentar. Rasputine foi enterrado com um ícone assinado na parte de trás por Anastásia, a mãe e as irmãs. Anastásia esteve presente no seu funeral, realizado a 21 de dezembro de 1916, e a sua família tinha planos para construir uma igreja no local onde Rasputine tinha sido enterrado. Depois de serem assassinados pelos bolcheviques, descobriu-se que Anastásia e as irmãs usavam um amuleto com uma fotografia de Rasputine e uma oração.

### Primeira Guerra Mundial e revolução

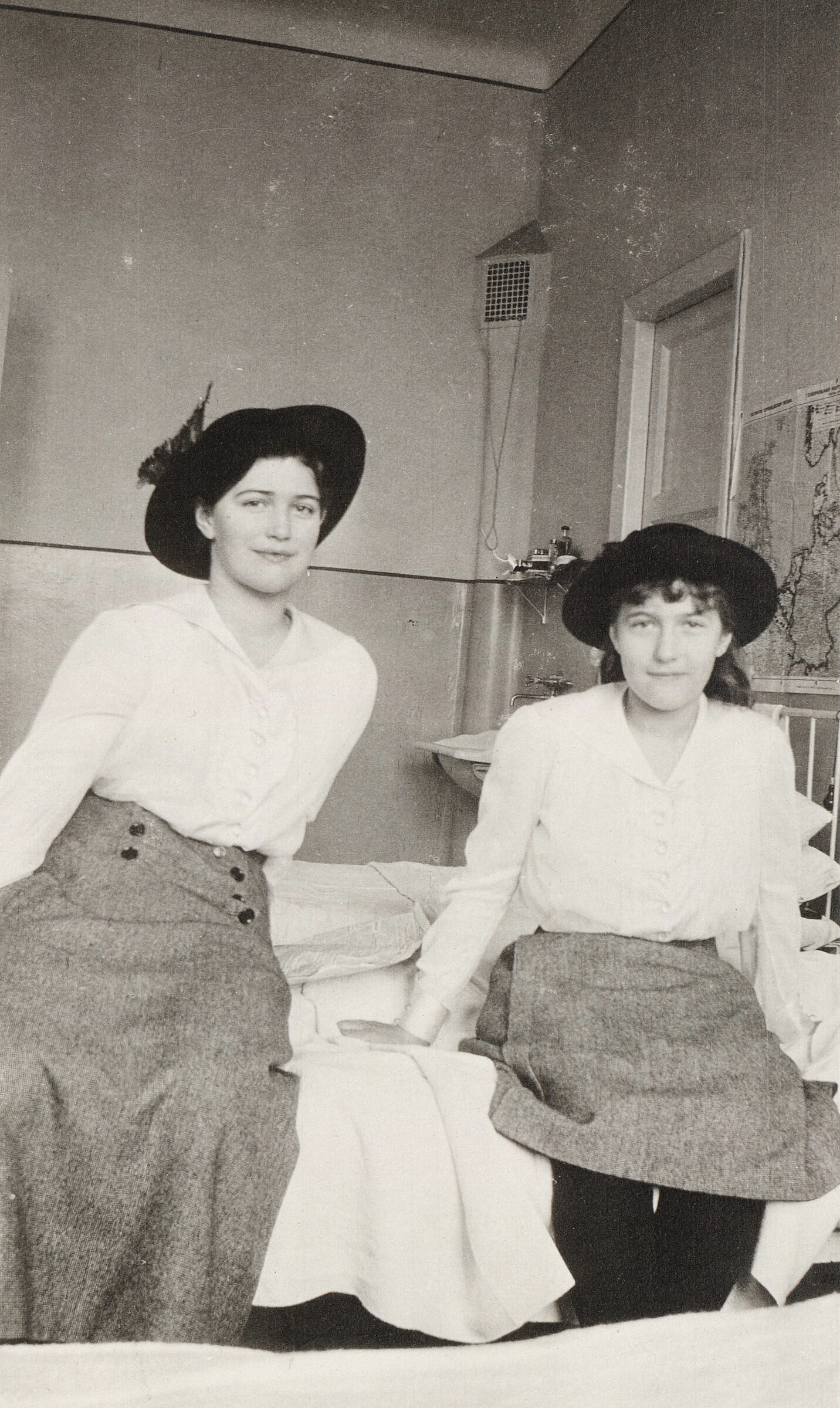
Maria e Anastásia numa visita ao hospital

Durante a Primeira Guerra Mundial, Anastásia visitava soldados feridos num hospital privado em Czarskoe Selo na companhia da sua irmã Maria. As duas adolescentes, muito novas para se tornarem enfermeiras da Cruz Vermelha, como a sua mãe e as suas irmãs mais velhas, jogavam xadrez e bilhar com os soldados e tentavam animá-los. Felix Dassel, que foi tratado no hospital e conheceu Anastásia, recordou que a grã-duquesa "ria como um esquilo" e caminhava rapidamente "como se fosse sempre aos saltinhos".
Em fevereiro de 1917, após a abdicação do Czar Predefinição:Lkb, Anastásia e a família foram colocados sob prisão domiciliária no Palácio de Alexandre em Czarskoe Selo durante a Revolução Russa. À medida que os Bolcheviques se aproximavam, Alexander Kerensky do Governo Provisório mandou-os para Tobolsk, na Sibéria. Pouco depois dos Bolcheviques se terem apoderado da maioria da Rússia, Anastásia, a família, alguns criados e o médico da família foram enviados para a cidade mineira de Ecaterimburgo, nos Montes Urais.

### Cativeiro
A ansiedade e incerteza do cativeiro trouxeram sofrimento para Anastásia e para a família. "Adeus" escreveu ela a um amigo no inverno de 1917. "Não te esqueças de nós". Em Tobolsk, escreveu uma canção para o seu tutor de inglês, cheia de erros ortográficos sobre Evelyn Hope, um poema de Robert Browning, que falava sobre uma jovem da idade de Anastásia: "Quando morreu tinha apenas dezasseis anos. Havia um homem que a amava, sem nunca a ter visto, mas conhecia-a muito bem. E ela também tinha ouvido falar dele. Ele nunca lhe conseguiu dizer que a amava, e agora ela estava morta. Mas mesmo assim ele pensou que quando ele e ela vivessem [a sua] próxima vida, quando isso acontecesse (…)".
Em Tobolsk, Anastásia e as suas irmãs coseram joias nas suas roupas na esperança de as esconder dos seus carrascos, uma vez que Alexandra, que já tinha sido transferida para Ecaterimburgo com o marido e a filha Maria, enviou uma carta a avisá-las que tinham sido todos revistados quando chegaram à cidade e que lhes tinham sido confiscados objectos pessoais. Alexandra usou nomes de código como "medicamentos" e "coisas do Sednev" para se referir às joias. As cartas enviadas de Demidova a Tegleva deram as instruções finais.
Anastásia, Olga e Tatiana foram assediadas sexualmente por guardas procurando pelas joias escondidas, a bordo do Rus, um navio a vapor que as transportou à Ekaterimburgo para se juntarem aos pais e à irmã Maria em maio de 1918. O seu tutor inglês, Sidney Gibbes recordou ter ouvido as grã-duquesas a gritar de terror, e foi assombrado pelo resto da vida por não poder ajudá-las.

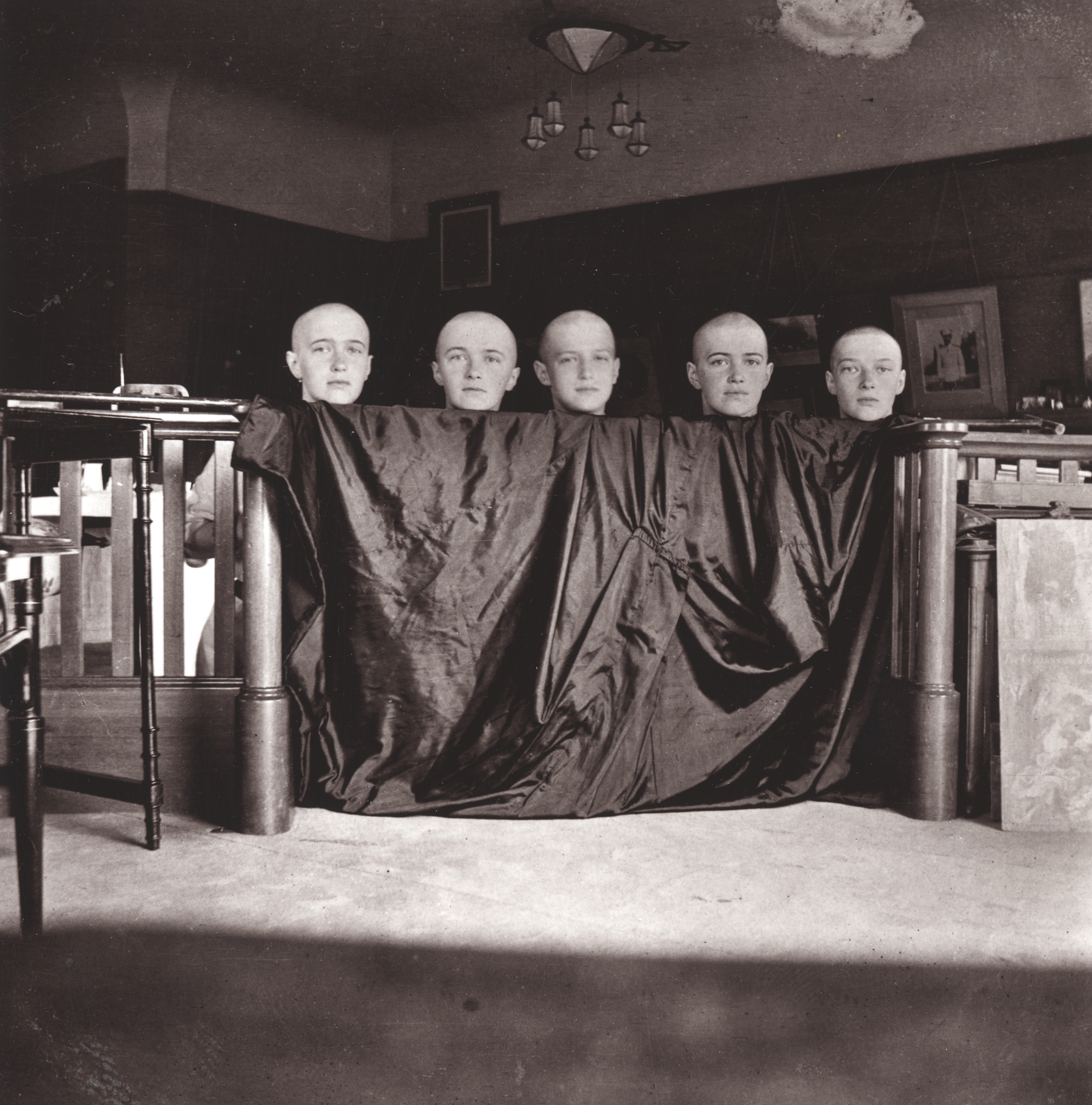
Anastásia com as irmãs e o irmão Alexei depois de um ataque de sarampo

Pierre Gilliard recordou a última vez que viu as crianças à chegada a Ecaterimburgo: "O marinheiro Nagorny, que estava a tratar de Alexei Nikolaevich, passou pela minha janela com o rapaz doente nos braços, atrás dele vinham as grã-duquesas, carregadas com malas e pequenos pertences pessoais. Tentei sair, mas fui empurrado bruscamente para o compartimento por um sentinela. Voltei para a janela. A Tatiana Nikolaevna vinha em último, com o seu cãozinho nos braços e a esforçar-se por arrastar uma mala castanha pesada. Estava a chover e vi os pés dela a afundar na lama a cada passo que dava. O Nagorny tentou ir ajudá-la. Foi empurrado bruscamente por um dos comissários (…). A baronesa Sophie Buxhoeven descreveu a última vez que viu Anastásia: "Uma vez, quando estava sentada nos degraus à porta de uma casa que ficava perto, vi um braço coberto por uma manga cor-de-rosa a abrir a vidraça mais alta. Pela blusa, esse braço deve ter sido ou da grã-duquesa Maria ou da Anastásia. Elas não me conseguiam ver das janelas delas e este foi o último vislumbre que tive de algum deles".
Contudo, mesmo nos seus últimos meses de vida, Anastásia procurou sempre maneiras de se divertir. Com outros membros da casa, fazia peças de teatro para entreter os pais e outros presentes, na primavera de 1918. As representações de Anastásia faziam todos rir, recordou o tutor Sidney Gibbes. No dia 7 de maio de 1918, numa carta de Tobolsk para sua irmã Maria em Ecaterimburgo, Anastásia descreveu um momento de alegria, apesar da tristeza, solidão e medo por Alexei, que estava doente: "Brincamos no baloiço e foi aí que eu me perdi de riso, a queda foi tão maravilhosa! Mesmo! Eu já contei isto às nossas irmãs tantas vezes ontem que elas já estão fartas de me ouvir, mas eu podia continuar a contar a história para sempre. Que tempo fantástico temos tido! Qualquer um podia simplesmente gritar de alegria", Nas suas memórias, um dos guardas da Casa Ipatiev, Alexander Strekotin, relembra Anastásia como "muito amigável e divertida" enquanto outro guarda disse que Anastásia era "um demónio muito charmoso. Era travessa e penso que raramente se cansava. Era traquinas e fazia imitações hilariantes com os cães, como se fossem cães de circo". Outro guarda, contudo, disse que grã-duquesa mais nova era '"ofensiva e terrorista" e reclamou que ocasionalmente fazia comentários provocantes que causavam tensão no grupo.

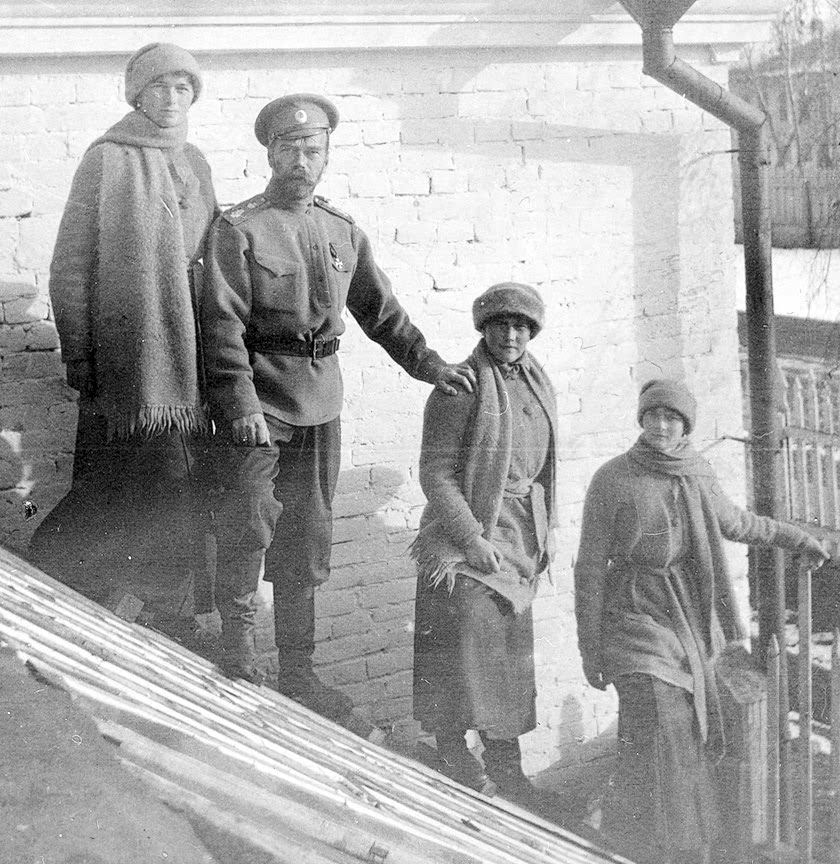
Olga, Nicolau, Anastásia e Tatiana em Tobolsk

Foram levadas a cabo negociações entre os bolcheviques e os parentes dos Romanov, muitos deles sendo membros proeminentes das famílias reais da Europa, mas nunca se conseguiu obter um acordo. Lenine pensou pedir favores à Alemanha em troca da vida da czarina Alexandra e do czar Nicolau II, primos do kaiser alemão, mas ele não se mostrou interessado em negociar. À medida que o Exército Branco, formado por seguidores ainda leais ao czar e aos princípios da autocracia, avançava para Ecaterimburgo, os Vermelhos estavam numa situação precária. Os comunistas sabiam que Ecaterimburgo cairia perante o Exército Branco, melhor comandado e equipado.
No verão, as privações do cativeiro, incluindo a sua reclusão cada vez mais restringida na Casa Ipatiev, afectou negativamente a família. Segundo alguns relatos, a certa altura, Anastásia ficou tão desconcertada com as janelas trancadas e caiadas a branco, que acabou por abrir uma para olhar para o lado de fora e apanhar ar fresco. Um sentinela viu-a e disparou, não lhe acertando por pouco. Anastásia nunca mais voltou a fazer o mesmo. A 14 de julho de 1918, um grupo de padres de Ecaterimburgo celebrou uma missa privada para a família. Contaram que, ao contrário do que era costume, a família caiu de joelhos durante a oração pelos mortos e que as grã-duquesas estavam desanimadas, desesperadas e já não cantavam as respostas durante a missa. Tendo reparado nesta mudança de comportamento desde a última visita que tinham feito à casa, um padre comentou com outro que "algo lhes deve ter acontecido ali". Mas, no dia seguinte, 15 de julho, Anastásia e as irmãs pareciam estar bem-dispostas enquanto ajudavam a arrastar as camas no quarto que partilhavam para que a criada pudesse limpar o chão. Ajudaram a mulher a esfregar o chão e sussurravam entre elas quando os guardas não estavam a olhar. Anastásia mostrou a língua a Jacob Yurovsky, o chefe do destacamento, quando virou as costas e saiu do quarto.

## Execução

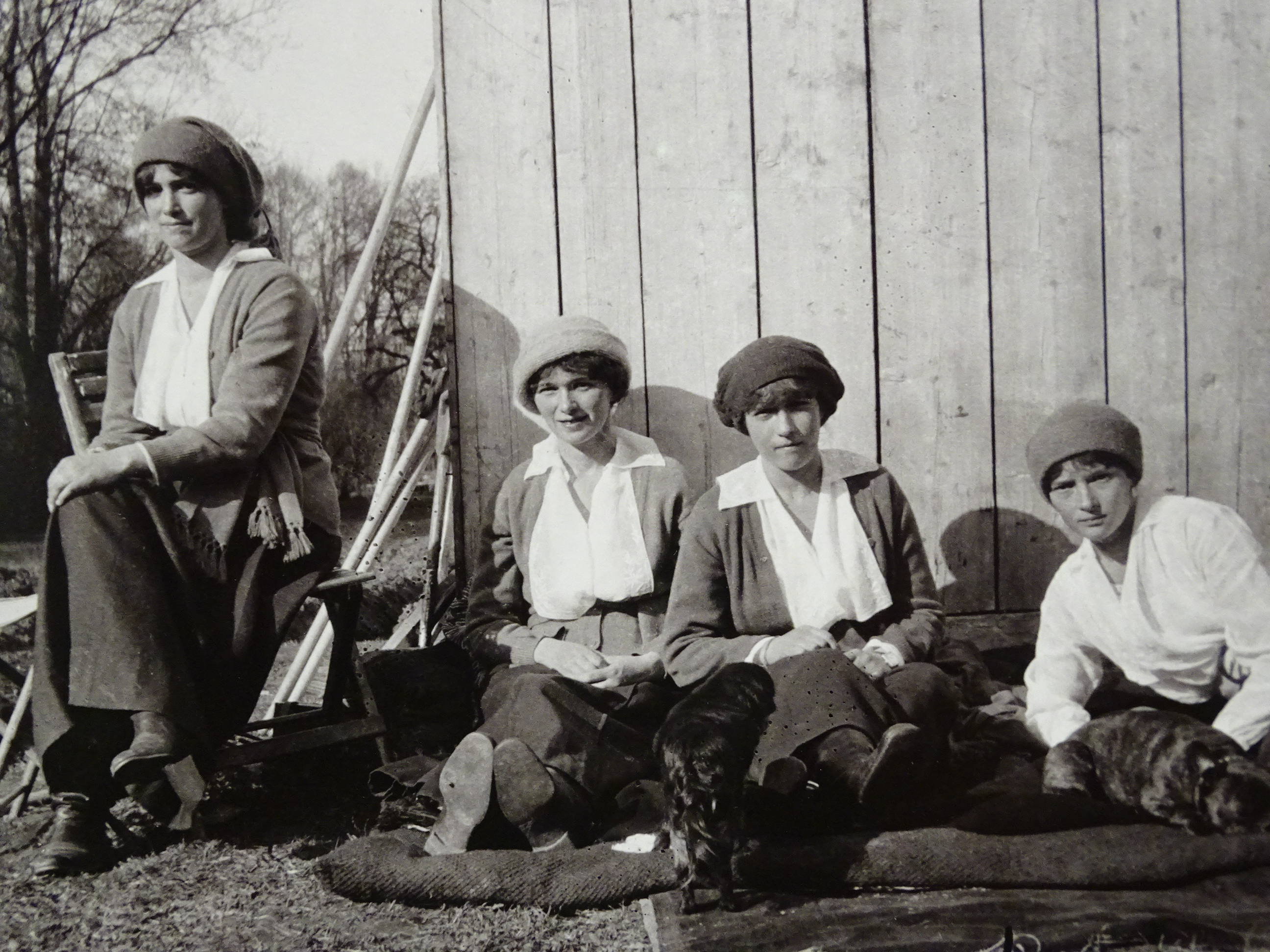
Maria, Olga, Anastásia e Tatiana, no cativeiro em Czarkoe Selo, 1917

Segundo a Nota Yurovsky, um relato sobre o evento escrito por Yurovsky aos seus superiores Bolcheviques, imediatamente antes da alvorada do dia dos assassinatos, a família foi acordada e foi-lhes dito para se vestirem. Quando perguntaram o porquê dessa ordem, foi-lhes dito que precisavam de tirar uma fotografia para provar que ainda estavam vivos. Há também relatos de que foi lhes dito que havia um tiroteio, o que tornava os quartos superiores, onde dormiam, inseguros, e teriam que se mudar imediatamente para a cave. Uma vez vestidos, a família e o pequeno grupo de criados e profissionais da área de saúde que permaneceram com eles, foram levados para a cave e foi-lhes dito para esperarem. Anastásia seguiu a família, levando o seu cão Jimmy nos braços. Foi permitido a Nicolau, Alexandra e Alexei (no colo da mãe) que se sentassem em cadeiras providenciadas pelos guardas a pedido da imperatriz. Após vários minutos, os carrascos entraram na sala, conduzidos por Yurovski. Sem hesitação, Yurovski informou rapidamente o czar e a sua família que iam todos ser executados. O czar teve apenas tempo de perguntar "O quê?" e de se virar para a sua família, antes de ser abatido com uma bala na cabeça. A imperatriz e a filha Olga tentaram fazer o sinal da cruz, mas foram mortas na saraivada inicial de balas, atiradas pelos executores. Ambas foram feridas por tiros na cabeça. O resto da família e comitiva, foram mortos logo depois.
As últimas vítimas, Maria, Anastásia e a criada Demidova, estavam no chão, por baixo da única janela da cave. À medida que o carrasco se aproximava, Maria levantou-se e lutou com Ermakov à medida que ele a tentava esfaquear. As joias nas suas roupas protegiam-na, e Ermakov afirmou que a matou com um tiro na cabeça. Depois, Ermakov lutou com Anastásia, não conseguiu esfaqueá-la e disse que também a matou com um tiro na cabeça. A caveira de Maria não mostra sinais de balas e não se sabe ao certo como morreu. Ermakov estava bêbado na altura dos assassinatos e é possível que o seu tiro tinha apenas passado de raspão na cabeça de Maria, deixando-a inconsciente e causando uma grande hemorragia, mas não a matou. Depois, à medida que os corpos eram retirados da cave, duas das grã-duquesas deram sinais de vida. Uma sentou-se e gritou, levantando um braço por cima da cabeça, enquanto outra a sangrar da boca, gemeu e mexeu-se ligeiramente. Uma vez que as feridas causadas a Olga e Tatiana as mataram instantaneamente, é mais provável que tivesse sido Maria, que talvez estivesse apenas inconsciente, a gritar, enquanto Anastásia poderia ainda ter capacidade para se mexer e gemer. Apesar do testemunho escrito de Ermakov não o referir, o carrasco contou à esposa que Anastásia foi morta à baioneta, enquanto Yurovsky escreveu que, quando os corpos estavam a ser levados, uma das grã-duquesas ou mais, gritaram, mas foram golpeadas na parte de trás da cabeça. Contudo, a caveira de Maria não mostra sinais de violência e os fragmentos queimados do corpo de Anastásia descobertos em 2009 não fornecem qualquer pista para a sua causa de morte.

## Falsos rumores de sobrevivência

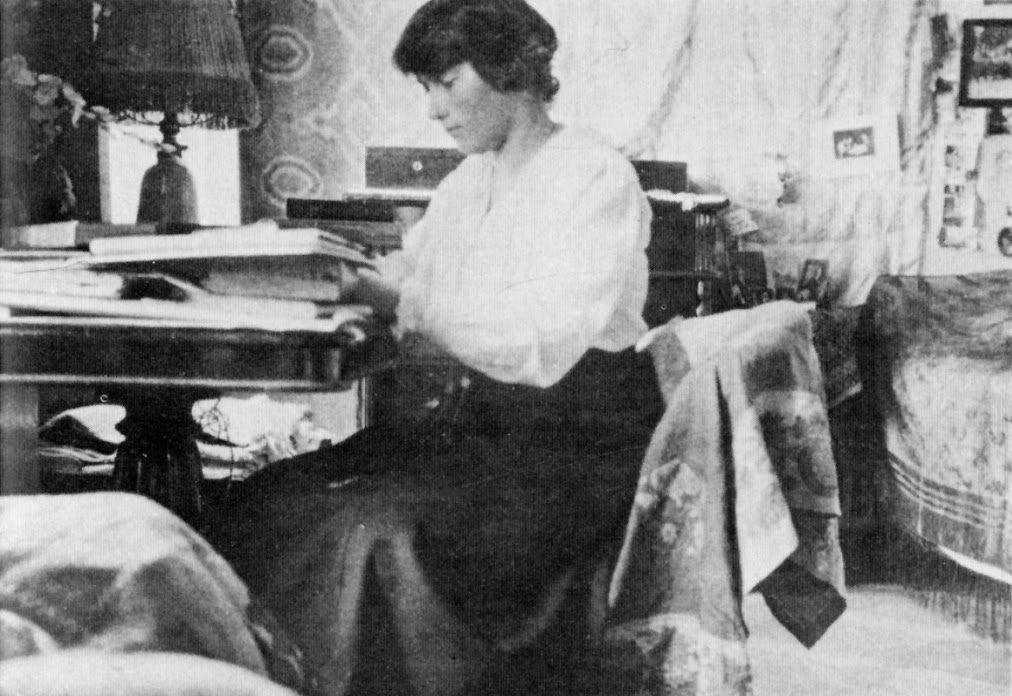
Grã-duquesa Anastásia Nikolaevna a ler durante o cativeiro em Tobolsk na primavera de 1918. Esta é uma das suas últimas fotos

A suposta sobrevivência de Anastásia foi um dos mistérios mais celebrados do século XX. Anna Anderson, a impostora mais conhecida, apareceu publicamente pela primeira vez entre 1920 e 1922. Contou que tinha fingido estar morta quando estava entre os cadáveres da sua família e criados, e conseguiu fugir com a ajuda de um guarda que teve pena dela e a salvou depois de reparar que ela ainda estava viva. A sua batalha legal para ser reconhecida arrastou-se desde 1938 até 1970. A controvérsia durou o resto da sua vida e foi o caso mais longo dos tribunais alemães, onde foi oficialmente arquivado. A decisão final do tribunal foi a de que Anderson não tinha dado provas suficientes para poder reclamar a identidade da grã-duquesa.
Anderson morreu em 1984 e o seu corpo foi cremado. Foram levados a cabo testes de ADN em 1994 numa amostra de tecido de Anderson, encontrada num hospital, e o sangue do príncipe Filipe, Duque de Edimburgo, sobrinho-neto da imperatriz Alexandra. Segundo Dr. Gill, que realizou estes testes, "Se for aceite que estas amostras pertencem a Anna Anderson, então ela não podia ser parente do czar Nicolau nem da czarina Alexandra", O ADN de Anderson era idêntico ao de um sobrinho-neto de Franziska Schanzkowska, uma operária polaca desaparecida. Alguns apoiantes de Anna Anderson reconheceram que os testes de ADN provaram que ela não podia ser uma das grã-duquesas tinham "vencido".
Anna Anderson foi uma de pelo menos dez mulheres que disseram ser Anastásia. Outras pretendentes menos conhecidas foram Nadezhda Ivanovna Vasilyeva e Eugenia Smith. Duas jovens que também disseram tratar-se de Anastásia e da sua irmã mais velha Maria, foram recebidas por um padre nos montes Urais, em 1919, onde viveram como freiras até morrerem em 1964. Foram enterradas com os nomes de Anastásia e Maria Nikolaevna.
Os rumores da sobrevivência de Anastásia foram embelezados com vários relatos, surgidos na época, de que os soldados bolcheviques e a polícia secreta andavam a investigar casas e comboios à procura de "Anastásia Romanov". A princesa Helena Petrovna, esposa do príncipe João Constantinovich da Rússia, contou que, durante o breve período em que esteve detida em Perm, em 1918, um guarda lhe levou uma jovem que dizia ser Anastásia, e o guarda lhe perguntou se a jovem era filha do czar. Helena disse que não a conhecia e o guarda voltou a levá-la. Apesar de outras testemunhas em Perm terem dito mais tarde que tinham visto Anastásia, a sua mãe e as irmãs na cidade depois do assassinato, actualmente esta história é considerada apenas um rumor. Ironicamente, estes rumores começaram a esconder o facto de que a família estava morta e alimentaram a falsa ideia de que estavam vivos. Alguns dias depois do assassinato, o governo alemão enviou vários telegramas à Rússia, exigindo "a segurança das princesas de sangue alemão". A Rússia tinha assinado recentemente um tratado de paz com a Alemanha e não queria estragá-la com a notícia de que as mulheres estavam mortas, por isso disseram que elas tinham sido levadas para uma localização mais segura, um facto que pode ter dado origem às histórias de Perm.

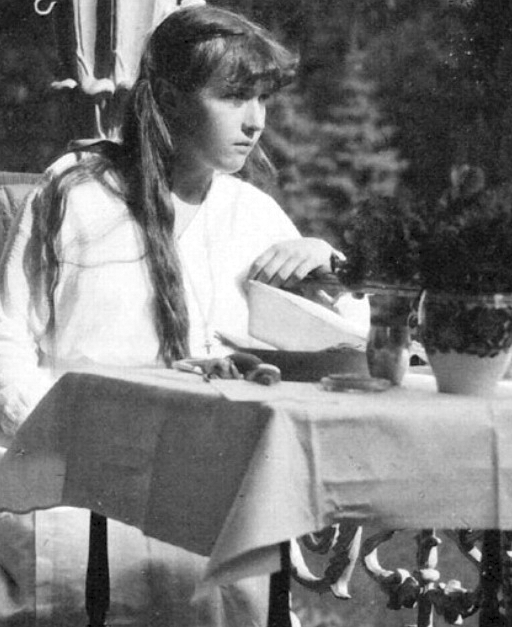
Anastásia em 1916

Outra história contava que oito testemunhas tinham assistido à recaptura de uma jovem, depois de esta aparentemente ter fugido da prisão, em setembro de 1918, numa estação de comboio, a noroeste de Perm. As testemunhas eram Maxim Grigoyev, Tatiana Sitnikova, o seu filho Fyodor Sitnikov, Ivan Kuklin e Matrina Kuklina, Vassily Ryabov, Ustinya Varankina, e o Dr. Pavel Utkin, um médico que cuidou da jovem depois do incidente. Algumas das testemunhas identificaram a jovem como sendo Anastásia quando os investigadores do Exército Branco lhes mostraram fotografias das grã-duquesas. Utkin também contou aos investigadores que a jovem ferida, de quem cuidou no quartel-general da Cheka em Perm, lhe tinha dito: "Sou a filha do governante, Anastásia". Utkin levantou uma receita de uma farmácia para uma paciente com o nome "N", seguindo as ordens da polícia secreta. Os investigadores descobriram de forma independente o registo desta receita. Durante a mesma altura, em meados de 1918, surgiram vários relatos de jovens russos que se estavam a fazer passar por refugiados Romanov. Boris Soloviev, marido de uma das filhas de Rasputine, defraudou várias famílias russas proeminentes ao pedir-lhes dinheiro para ajudar um impostor Romanov a fugir para a China. Soloviev também descobriu uma jovem que estava disposta a fazer-se passar por uma das grã-duquesas para o ajudar a enganar as famílias que ele tinha defraudado.
Também surgiram relatos na Bulgária sobre a possível sobrevivência de Anastásia e do seu irmão mais novo, Alexei. Em 1953, Pedro Zamiatkin, que terá sido um guarda da família imperial russa, contou a um paciente de dezasseis anos, que partilhava o quarto de hospital consigo, que tinha levado Anastásia e Alexei para a sua aldeia natal perto de Odessa a pedido do czar. Depois do assassinato do resto da família, Zamiatkin terá fugido com os dois, por via marítima, de Odessa para Alexandria. Os supostos sobreviventes, terão vivido o resto da vida com nomes diferentes na cidade de Gabarevo, na Bulgária. A pretendente búlgara de Anastásia chamava-se Eleonora Albertovna Kruger e morreu em 1954.
Alguns biógrafos tentaram especular sobre as oportunidades que um ou mais guardas teriam tido para salvar uma possível sobrevivente. Yakov Yurovsky exigiu que os guardas se dirigissem ao seu escritório para entregar objectos que tinham sido roubados dos corpos logo depois do assassinato. Segundo estes relatos, teria havido um período de tempo em que os corpos das vítimas ficaram pouco vigiados dentro de uma carrinha, na cave e no corredor da casa. Alguns guardas que não tinham estado presentes nos assassinatos e tinham pena das grã-duquesas terão sido deixados na cave com os corpos.

## Achados dos Romanov

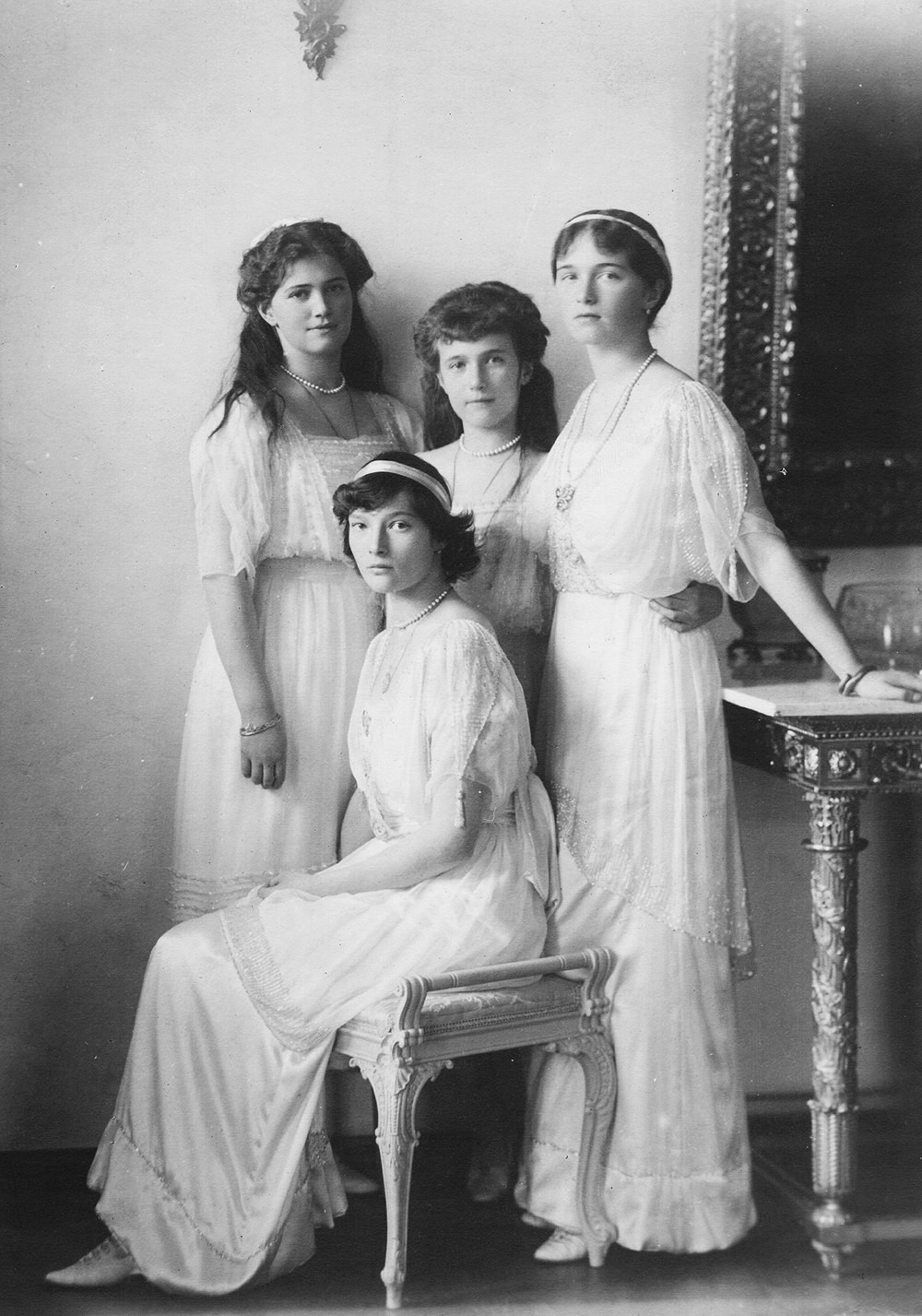
Grã-duquesas Maria, Anastásia, Olga, Tatiana (sentada) em 1914

Em 1991, foi escavada a suposta vala comum onde tinham sido enterrados os corpos da família imperial e dos seus criados na floresta nos arredores de Ecaterimburgo. A vala tinha sido descoberta quase uma década antes, mas os investigadores decidiram manter a sua descoberta em segredo do governo comunista que ainda governava a Rússia na altura. Na vala, apenas se encontraram nove dos onze corpos esperados. Testes de ADN e aos esqueletos ligaram estes restos mortais a Nicolau II, Alexandra e três das quatro grã-duquesas. Os restantes corpos, cujo ADN não correspondia nem aos restantes nem entre si, pertenciam ao médico da família, Yevgeny Botkin, ao criado, Alexei Trupp, ao cozinheiro, Ivan Kharitonov, e à criada de Alexandra, Anna Demidova. O falecido especialista forense, Dr. William Maples, chegou à conclusão de que os corpos que faltavam pertenciam ao czarevich Alexei e à grã-duquesa Anastásia. Contudo, os cientistas russos contestaram esta conclusão e afirmaram que o corpo feminino que faltava era o da grã-duquesa Maria. Os russos identificaram Anastásia através de um programa informático que comparou fotos da grã-duquesa mais nova com as caveiras das vítimas descobertas na vala comum. Fizeram uma estimativa do peso e largura das caveiras onde faltavam partes do osso. Os cientistas americanos acharam que este método era pouco preciso.
Os cientistas americanos achavam que o corpo que faltava era o de Anastásia porque todos os esqueletos femininos encontrados estavam completamente formados e não mostravam sinais de estarem em desenvolvimento na clavícula, dentes de leite ou vértebras por desenvolver nas costas, algo que seria de esperar no corpo de uma jovem de dezassete anos. Em 1998, quando os restos mortais da família foram finalmente enterrados, um corpo com cerca de 170 centímetros, foi enterrado com o nome de Anastásia. As fotografias de Anastásia ao lado das suas irmãs mostram que ela era, de longe, a mais baixa.
O relato da "Nota Yurovsky" indicava que dois dos corpos foram retirados da vala comum e queimados numa área não-identificada para disfarçar melhor o enterro do czar e do seu grupo, caso o exército branco encontrasse os corpos, uma vez que a contagem dos corpos não estaria correcta. Os investigadores da zona esqueceram-se de procurar um local onde tivesse sido efectuada uma cremação ou de considerar a hipótese dos dois corpos que tinham sido queimados. Contudo, a 23 de agosto de 2007, um arqueologista russo anunciou que tinha encontrado os restos de dois esqueletos queimados numa fogueira perto de Ecaterimburgo que pareciam corresponder ao local descrito nas memórias de Yurovsky. Os arqueólogos disseram que os ossos pertenciam a um rapaz, entre os dez e os treze anos de idade na altura em que morreu, e de uma jovem entre os dezoito e os vinte e três anos. Anastásia tinha dezassete anos e um mês quando morreu, enquanto a sua irmã Maria tinha dezanove anos e um mês e Alexei estava a duas semanas de completar catorze anos. As irmãs mais velhas de Anastásia tinham vinte e dois e vinte e um anos respectivamente quando foram assassinadas. Juntamente com os restos mortais dos dois corpos, os arqueólogos também encontraram "restos de uma embalagem de ácido sulfúrico, unhas, restos de metal de uma caixa de madeira e balas de vários calibres", Os corpos foram descobertos recorrendo a detectores de metais e hastes metais a servir de sondas.
Os testes de ADN aos restos mortais foram realizados por vários laboratórios internacionais, incluindo o Laboratório de Identificação de ADN das Forças Armadas e pela Universidade de Medicina de Innsbruck, e chegou-se à conclusão de que estes pertenciam ao czarevich Alexei e a uma das suas irmãs, o que provou, de forma conclusiva, que todos os membros da família, incluindo Anastásia, tinham morrido em 1918. Os pais e todos os cinco filhos estão agora registados e cada um tem o seu perfil de ADN descoberto. Contudo, no artigo que regista esta descoberta, o Dr. Michael D. Coble escreveu nos comentários a uma das figuras: "A identificação de Maria ou Anastásia não foi possível somente através dos teste de ADN". Acrescentando também na zona de discussão: "É importante dizer que o debate publico sobre qual das filhas, Maria (segundo os especialistas russos), ou Anastásia (segundo os especialistas americanos), foi descoberta na segunda vala, não pode ser esclarecido nos testes de ADN aqui registados. Uma vez que não existe uma referência de ADN para cada uma das irmãs, podemos apenas identificar de forma conclusiva Alexei, o único filho de Nicolau e Alexandra", 

## Canonização
Em 2000, Anastásia e sua família foram canonizados como Portadores da Paixão pela Igreja Ortodoxa Russa. A família foi anteriormente canonizada em 1981 pela Igreja Ortodoxa Russa no estrangeiro como Neomártires. Os corpos do czar Nicolau II, da czarina Alexandra e de três filhas foram finalmente enterrados na Catedral de São Pedro e Paulo em São Petersburgo em 17 de julho de 1998, oitenta anos após seu assassinato.

## Influência na cultura

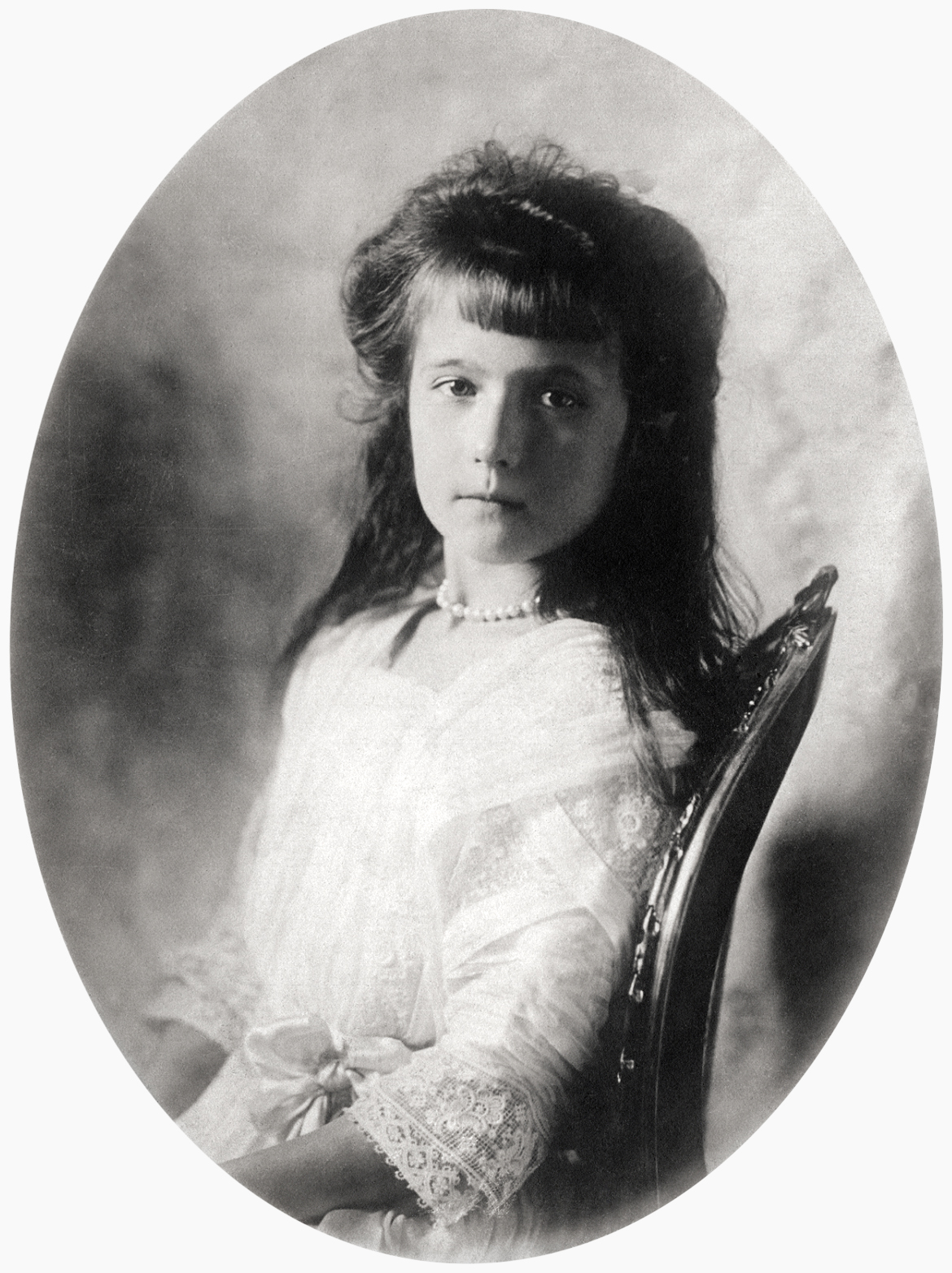
Anastásia em 1909

A possível sobrevivência de Anastásia tem sido assunto de vários filmes, peças de teatro e séries de televisão. O mais antigo, feito em 1928, chamava-se Clothes Make the Woman (As Roupas Fazem a Mulher). A história é sobre uma mulher que aparece para fazer o papel de uma Anastásia salva para um filme de Hollywood, e acaba por ser reconhecida pelo soldado russo que a salvou originalmente dos seus assassinos.
O mais famoso é provavelmente o filme altamente fictício de 1956 Anastásia protagonizado por Ingrid Bergman que tinha o papel de Anna Anderson, Yul Brynner como general Bounine (uma personagem fictícia baseada num homem severo verdadeiro), e Helen Hayes como Dagmar da Dinamarca, avó paterna de Anastásia. O filme conta a história de uma mulher de um asilo que aparece em Paris em 1928 e é capturada por emigrés russos, que lhe dão informação de maneira a enganar a avó de Anastásia e fazê-la pensar que Anderson é a sua neta, para obter a fortuna do czar. À medida que o tempo passa, eles começam a suspeitar que esta "Madame A. Anderson" é realmente a grã-duquesa sobrevivente.[carece de fontes?]
Em 1986, a NBC transmitiu uma mini-série baseada num livro publicado em 1983 por Peter Kurth, chamado Anastasia: The Riddle of Anna Anderson (Anastásia: O Enigma de Anna Anderson). O filme, Anastasia: The Mystery of Anna (Anastásia: O Mistério de Anna), era uma série de duas partes que começava com a jovem Anastásia Nikolaevna e a sua família a serem enviados para Ecaterimburgo, onde são executados por soldados bolcheviques. A história avança então para 1923, e, tomando grandes liberdades, segue ficcionalmente as alegações de uma mulher conhecida como Anna Anderson. Amy Irving faz o papel de Anna Anderson. O filme incorpora também muitos veteranos do cinema e atores de televisão, mais notoriamente Olivia de Havilland como a imperatriz Maria Feodorovna e Omar Sharif como o czar Nicolau II.[carece de fontes?]
O filme mais recente é Anastasia de 1997, versão animada produzida pela 20th Century Fox da história da fuga da menina da Rússia e a sua busca subsequente por reconhecimento. Este filme toma ainda mais liberdades com os factos históricos do que o filme de 1956 do mesmo nome, a começar pelo facto de situar a Revolução Russa em 1916, não 1917.[carece de fontes?] Essa versão acabou se tornando em 2017 um musical da Broadway de estrondoso sucesso (Anastasia), em que o papel de Anastasia foi interpretado por Christy Altomare, tendo algumas leves alterações quanto ao enredo original. É previsto que o musical estreie no Brasil em 2019.
A sobrevivência da grã-duquesa russa também é tema a canção "Yes Anastasia" de Tori Amos. A banda Innocence Mission também canta sobre a lenda Anastásia/Anna Anderson na canção "I Remember Me", Anastásia é mencionada pelos Rolling Stones em 1968 na canção "Sympathy for the Devil" no verso "Anastasia screamed in vain" (Anastásia gritou em vão).
Anastásia aparece como uma personagem no jogo para a PlayStation 2 de 2004 Shadow Hearts: Covenant.
A grã-duquesa também é mencionada no quinto livro da saga The 39 Clues, de Patrick Carman, onde é dada como viva e tendo uma filha.[carece de fontes?]
Em abril de 2018, Anastasia foi acrescentada como uma personagem jogável no jogo mobile Fate/Grand Order.
Recentemente, no ano de 2019, Anastasia Romanova foi um dos temas da trilogia "Ann", da banda de metal holandesa Ex Libris.